# Eaubonne
Eaubonne je severozahodno predmestje Pariza in občina v osrednjem francoskem departmaju Val-d'Oise regije Île-de-France. Leta 1999 je imelo naselje 22.882 prebivalcev.

## Geografija
Naselje leži v osrednji Franciji, v osrčju doline Montmorency, 15 km od središča Pariza.

## Administracija
Eaubonne je sedež istoimenskega kantona, slednje je sestavni del okrožja Pontoise.

## Znamenitosti
- Marijina cerkev iz 12. stoletja,
- Hôtel de Mézières, zgrajen 1762,
- Le château du Clos-de-l'Olive, poimenovan po lastniku zemljišča v 15. stoletju Henryju  de l'Olive, zgrajen v letih 1767 do 1776
- Le château de la Chesnaie, zgodovinski spomenik iz leta 1766 v stilu Ludvika XV.,
- Le Petit-Château (1772-1776).

## Pobratena mesta
- Budenheim
- Matlock
- Vălenii de Munte